# Каргинов, Казбек Георгиевич
Казбе́к Гео́ргиевич Карги́нов (осет. Хъæрджынты Джеуæрджийы фырт Хъазыбег;18 июня 1940 — 20 февраля 2018) — российский осетинский учёный, хозяйственный и государственный деятель, и. о. председателя Правительства Северной Осетии (2000—2002), лауреат Государственной премии СССР.

## Биография
Окончил Северо-Кавказский горно-металлургический институт (СКГМИ) (1962). Доктор технических наук.
В 1962—1998 работал на Норильском горно-металлургическом комбинате: проходчик, горный мастер, начальник участка, заместитель главного инженера, главный инженер различных предприятий горного передела Норильского комбината, руководитель горно-рудного управления НГМК, директор концерна «Норильский никель» по сырьевой базе.
В 1998 году вернулся во Владикавказ, где занимал должности первого заместителя (1998—2000, сфера ответственности: промышленность, конверсия оборонных предприятий, ЖКХ, координация деятельности органов исполнительной власти республики, развитие малого и среднего бизнеса) и исполняющего обязанности (2000—2002) председателя правительства РСО-А.
В 2002—2005 — заместитель гендиректора, затем советник гендиректора «Норильского никеля». С 2010 г. профессор кафедры горного дела СКГМИ. С 2012 г. советник гендиректора по электросетевому комплексу Северной Осетии МРСК Северного Кавказа.

## Награды
Лауреат Государственной премии СССР — за разработку и внедрение прогрессивных технических решений по освоению в короткие сроки Талнахских полиметаллических месторождений. Лауреат Премии Совета Министров СССР.
Награждён орденами Трудового Красного Знамени, Октябрьской революции, Дружбы (2013), медалью «Во славу Осетии».